# Bertran Brossa
Bertran Brossa (fl. XV secolo) è stato un trovatore occitano del XV secolo, premiato con l'englandina ai Jeux floraux tenutisi a Tolosa nell'anno 1466.
La canzone in questione, Dobrias grand cop ay vist dins una vinha, con tema religioso, è costituita da sette strofe di otto versi endecasillabi ciascuna, con tornada di quattro. Lo schema rimico è rigorosamente a rima alternata con rime baciate nella quartina della tornada. Riportiamo per intero la composizione, anche per mostrare come la tematica, ma anche la forma, si distanzi parecchio dal secolo d'oro della poesia trobadorica. La tematica religiosa è espressa per l'intero componimento, come si può notare, dalla metafora o allegoria della vendemmia (raccolta, pigiatura, pressatura dell'uva, ecc...)
Figurat,
per coblas sparsas
Dobrias grand cop ay vist dins una vinha

plantar molt gent et fotyar per emsems,

ez, en apres, sieguen la dreyta linha,

culhir los frutz quant es vengut lo temps;

trepir aquelz e trulhar per mesura,

quatre senhor an mes en detz tonels

molt dolsamen la liquor tresquez pura,

y, ab cura grant, conservan los vayssels.

Quatre mays son de tresquez belas filhas

qu'el meten bas en un chay per gardar;

quatre companh, say e lay, per las vilas

n'an pres ung tros a vendre carregar;

lo demorant, per quatre personatges,

distribuis les senhors del ostal;

a trastot hom, que l vol far homenatges

de voler franc se mostra liberal.

La vinha, dic que'es la Trinitat sancta,

que ns ha dat ley per que siam salvat,

e ns don' al cors benedictio tanta,

gaug, alegrier he tota sanitat;

el fotyador son li apostol mot noble,

quyz als trebalhz visquen per sostenir

la nostra fe; en conservan lo poble

en tal prepaus volguem vieure e morir.

D'aqui salhic le nobles frutz de vida,

dicus Jhesus Christ, lequal suffertec mort

e volc, per nos, ab dolor infinida,

esser trulhatz pels Jusicus qu'el fen tort;;

mays empero a purgar nostra fauta

el es contens aver tantz malz suffertz:

per lo conselh de la voluntat nauta,

lo paradis la vetz nos foc ubertz.

Salhens d'el truelh, las holas molt sagradas,

ab affection, ly gran entendement

dels santz d'onor an noblament pausadas

en belz baysselhs, que son delz mandament.

Los declaran de que la fe crestiana

pren fondamen y al jourd'huey se mente

per lor meya, en la natura humana,

poble crestia dolosament se entrete.

Quatre virtut cardinal an l'offici

de ben rhayar dins le cors, an plaser,

am so que sia sens peccat et sens vici.

L'oms que 'l pendra autrament n'a poder.

E, be, sant Marcx et Joans l'evangelista,

ab autres com ditz Luc et Mathieu,

yan carreyat los faytz del grant artista

e n'estruren los santz autres de Dieu.

Per conclusir tota nostra sentencia,

quatre son may primier confessors,

dolor de cor e perfieyta consencia

de creyre ferm et puey satisfactions

distribuens a la persona digna,

en aquestz mon, l'angel molt dos o franc:

so 's Jesus Christ, com gloria nos assigna

am lo sicus cors, ensemps lo noble sanc.

Albres floritz et persona benigna

de caritat, que la persona indigna,

vos me donats aquel vestiment blanc,

de l'enemic no m do sus lo mieu flanc.
Di operai tanti vidi in una vigna

piantar sì gentil e vangar per esempio,

e, dopo, seguendo in dritta linea,

coglier frutti quand'è arrivato il tempo;

pigiarli e poi pressarli a misura,

quattro signori han messo nelle botti

molto dolcemente il liquor sì puro,

e, con cura grande, conservano i vasi.

Quattro inoltre son belle fanciulle

che portan giù in dispensa a conservar;

qui e là, per la città, quattro compagni,

per venderne ne caricano una parte;

vien posata da quattro personaggi,

distribuisce il signore dell'ostello;

a tutti, che voglian rendergli omaggio

di voler franco si mostra liberale.

La vigna, dico ch'è la Trinità santa,

che ci dà legge affinché siamo salvi,

donando al corpo benedizione tanta,

gioia, allegria e poi molta salute;

i vangatori sono i nobili apostoli,

che nei tormenti vengonci a sostegno

di nostra fe'; conservando il popolo

e vollero vivere e per ciò morire.

Da qui esce il nobil frutto della vita,

Dio Gesù Cristo, che patì la morte

e volle, per noi, con immenso dolore,

essere a torto dai giudei pressato;

ma invero a purgar nostre colpe,

contento è d'aver tanto sofferto:

per il consiglio della volontà alta,

il paradiso d'allor ci fu aperto.

Uscendo dai torchi, sì sacri vasi,

con affetto, i grandi intendimenti

dei santi d'onore han gentil posato

in bei vaselli, i dieci comandamenti.

Li dichiarano a che la fe' cristiana

prenda a fondamento e oggi il mantiene

per lor mezzo, nella natura umana,

il popol cristian dolcemente si tiene.

Quattro virtù cardinali hanno ufficio

di ben colar nel cuor, con piacere,

a ciò che sia senza peccato e vizio.

L'uom ch'il prenda altrimenti non puote.

E, ben, san Marco e Giovan l'evangelista,

con altri due detti Luca e Matteo,

vi han recato i fatti del grande artista

e gli altri santi istruendo di Dio.

Per concluder tutta nostra sentenza,

quattro in più sono i primi confessori,

dolor di cor e perfetta coscienza

di creder fermi e poi a soddisfazione

distribuendo alla persona degna,

al mondo, l'angel sì buono e franco:

è Gesù Cristo, che con gloria ci assegna

col suo corpo e con il nobil sangue.

Albero in fiore e persona benigna

di carità, che la persona indegna,

voi a me date quella veste bianca,

a che il nemico non mi dia sul fianco.